# Selos e história postal de Timor-Leste
A história do correio e dos selos postais de Timor-Leste inclui o desenvolvimento de serviços postais em Timor-Leste, um país situado no Sudeste Asiático, abrangendo a metade oriental da ilha de Timor, as ilhas de Ataúro e Jaco, e também o enclave de Oecusse (no lado noroeste da ilha dentro de Timor Ocidental, na Indonésia), e com a sua capital situada em Díli:
- Timor Português (1586-1975), para o qual em 1884 foram emitidos selos;
- Sob a ocupação indonésia (1975-2002);
- Independência da República Democrática de Timor-Leste (de 2002 até hoje).[1]

Desde 2003, Timor-Leste é membro da União Postal Universal (UPU). A moderna administração postal do país é mantida e organizada pelos Correios de Timor-Leste (CTL).

## Edições de selos postais

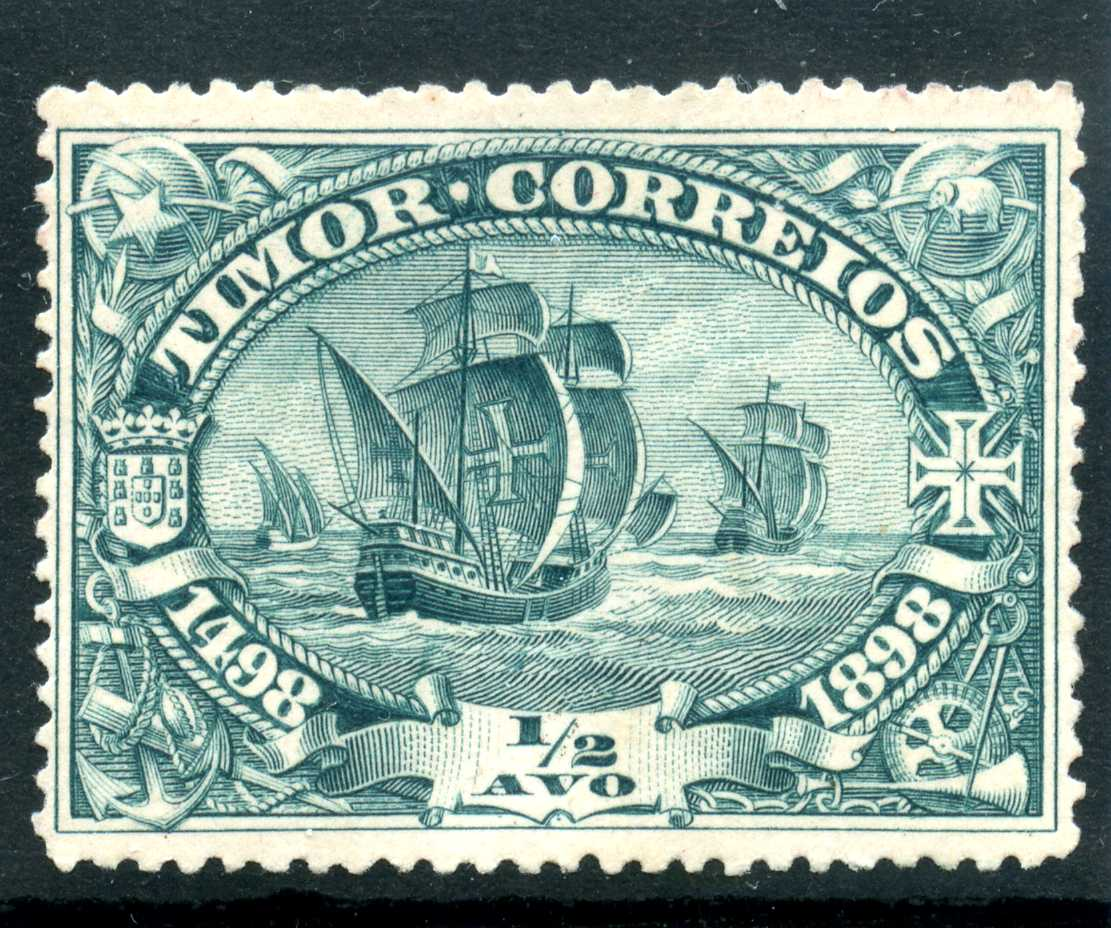
Selo de Timor Português de 1898 sem impressão sobreposta, com valor de ½ avo.

Os primeiros selos postais de Timor Português eram um porto de impressão sobreposta, apenas com o termo "Timor" carimbado sobre os selos postais de Macau e foram emitidos entre 1884 e 1885. Para a produção dos carimbos de impressão sobreposta de Macau que também eram usados nos selos de Moçambique e da Índia Portuguesa, no valor nominal de 10 avos, que surgiu com a mesma impressão sobreposta.
Nos anos de 1886 e 1887 foram emitidos os primeiros selos coloniais portugueses. Em 1898, a primeira série de selos comemorativos apareceu em circulação, dedicada ao quadrigentésimo aniversário da descoberta da rota marítima de Vasco da Gama para a Índia.
No período de 1898 a 1938, em Timor, só saíram selos padrões, com uma quantidade significativa e agora com uma impressão de "República" e uma nova denominação.
Em 1938, uma série de dezassete selos postais e nove selos aéreos esteve em circulação. Em 1947, foram emitidos selos postais com uma impressão sobre "Libertação" nos selos da edição de 1938. Em 1948, foi publicado um comunicado contendo representantes das nacionalidades timorenses e foi emitido o primeiro (e último) bloco postal de Timor Português. Em 1950, foi emitida uma série de selos postais com flores locais. Em 1956, foi emitida uma série com o mapa de Timor-Leste. Em 1961, foi emitida uma série representando o artesanato. Todas os artesanatos foram emitidos de acordo com a cultura local. Em 1969, Timor publicou o seu primeiro selo comemorativo (com temática timorense) em comemoração ao 200.º aniversário da fundação de Díli. O último selo postal de Timor Português foi emitido em 1973. No total, foram cerca de 370 selos estiveram em circulação postal. Em 2010, Timor-Leste lançou oficialmente os novos modelos de selos para o país.
| Os selos de Timor Português com as impressões da "República" (1910-1911) | Os selos de Timor Português com as impressões da "República" (1910-1911) | Selos da edição padrão "Ceres" | Selos da edição padrão "Ceres" |
| ------------------------------------------------------------------------ | ------------------------------------------------------------------------ | ------------------------------ | ------------------------------ |
| - Série com um retrato de Carlos I com valor de 6 avos.                  |                                                                          |                                |                                |
| Selos da edição padrão de 1933                                           |                                                                          |                                |                                |
|                                                                          |                                                                          |                                |                                |

### Durante a ocupação indonésia
Durante a ocupação indonésia, Timor não tinha selos próprios ou mesmo destinado apenas a ele, sem direito nem a impressão sobreposta, como resultado até 2002 circulavam em Timor apenas os selos do serviço postal indonésio.

### Independência timorense de 2002
Os primeiros selos postais de Timor-Leste independente foram emitidos a 20 de maio de 2002. Os selos foram fabricados pela Australia Post. Nestas e nas subsequentes marcas é indicado o novo nome do país: "Timor-Leste".

### Correio aéreo
As primeiras impressões de correio aéreo de Timor Português foram as miniaturas da série de 1938. A Feira Mundial de Nova Iorque em 1939, dedicou ao correio aéreo um selo comemorativo, que vendeu apenas na exposição, para além que vários selos do correio aéreo de Moçambique, e em setembro de 1947, foi feita uma impressão sobreposta para o uso em Timor.